# Мегурі (Клуж)
Мегурі (рум. Măguri) — село у повіті Клуж в Румунії. Входить до складу комуни Мегурі-Рекетеу.
Село розташоване на відстані 336 км на північний захід від Бухареста, 40 км на південний захід від Клуж-Напоки.

## Населення
За даними перепису населення 2002 року у селі проживали 950 осіб, з них 949 осіб (99,9%) румунів. Рідною мовою 949 осіб (99,9%) назвали румунську.